# R. M. Ballantyne
Robert Michael Ballantyne (Edimburgo, 24 de abril de 1825 – Roma, 8 de fevereiro de 1894) foi um escritor escocês de ficção juvenil, que escreveu mais de 100 livros. Foi também um pintor talentoso e exibiu algumas de suas aquarelas na Academia Real Escocesa.

## Juventude
Ballantyne nasceu em Edimburgo em 24 de abril de 1825, o nono de dez filhos e o filho mais novo de Alexander Thomson Ballantyne (1776–1847) e sua esposa Anne (1786–1855). Alexander era um editor de jornal e um tipógrafo na empresa familiar "Ballantyne & Co", com sede em Paul's Works em The Canongate, um distrito de Edimburgo, e o tio de Robert, James Ballantyne (1772–1833) era um editor para o escritor escocês Walter Scott. Em 1832–1833, a família mudou para a Fettes Row, número 20, no norte da New Town de Edimburgo. Uma crise bancária no Reino Unido em 1825 resultou no colapso da empresa de impressão "Ballantyne & Co" no ano seguinte com dívidas de 130 000 libras esterlinas, o que levou a um declínio na fortuna da família.
Ballantyne foi para o Canadá com 16 anos e passou cinco trabalhando para a Companhia da Baía de Hudson. Negociou peles de animais com os nativos americanos locais, o que exigiu dele que viajasse de canoa e trenó para as áreas ocupadas pelas províncias modernas de Manitoba, Ontário e Quebec, experiências que formaram a base de sua novela Snowflakes and Sunbeams: The Young Fur-Traders (1856). A saudade da família e de casa durante esse período o levou a começar a escrever cartas para sua mãe. Ballantyne relembra em sua autobiográfica Personal Reminiscences in Book Making (1893), que "para a escrita de longas cartas, atribuo qualquer pequena quantidade de facilidade em composição que eu possa ter adquirido".

## Carreira de escritor

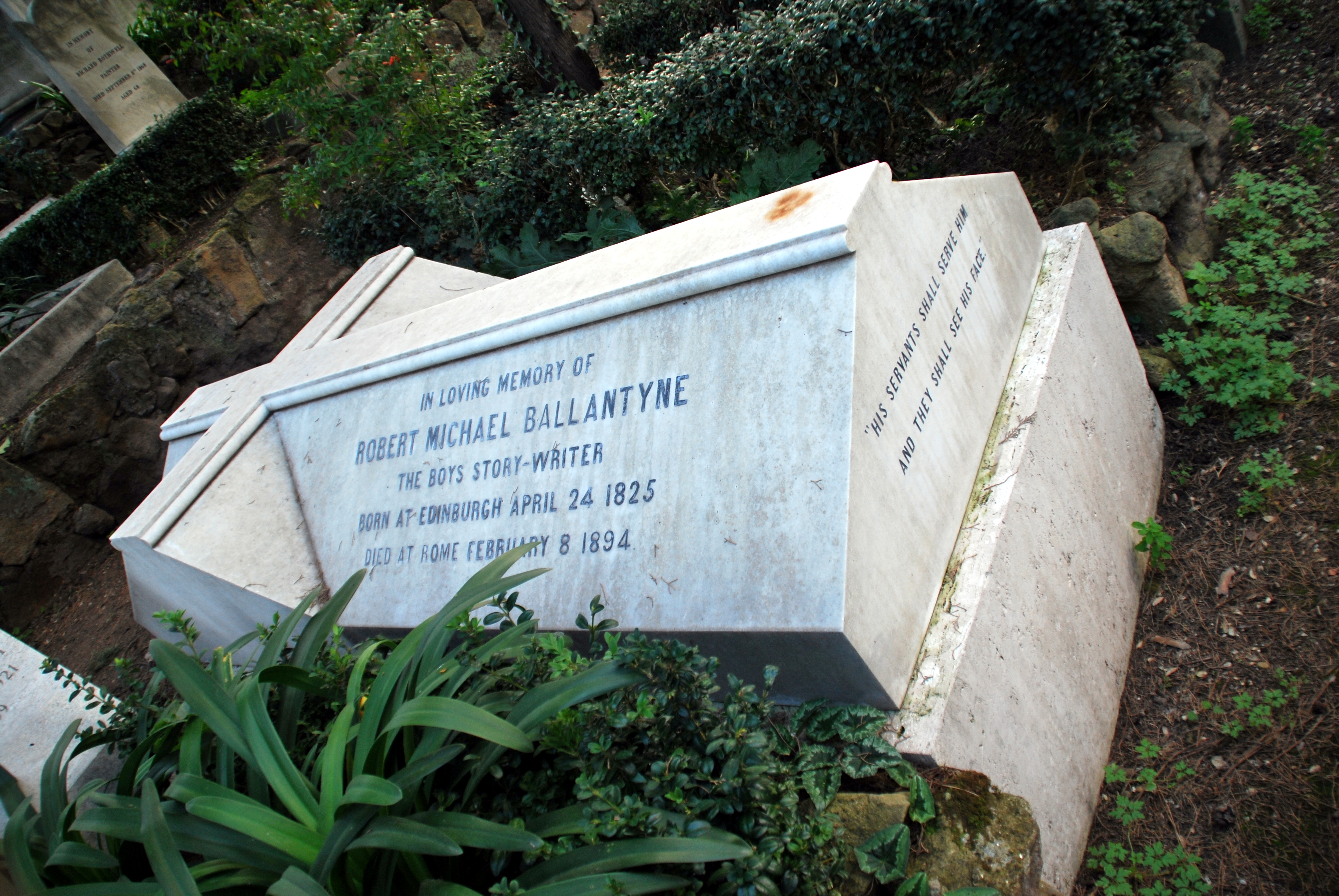
Túmulo de R. M. Ballantyne no Cemitério Protestante em Roma

Em 1847, Ballantyne voltou para a Escócia e soube que seu pai havia morrido. Publicou seu primeiro livro no ano seguinte, Hudson's Bay: or, Life in the Wilds of North America, e por algum tempo foi empregado pelos editores, os senhores Constable. Em 1856, desistiu do emprego para se concentrar em sua carreira literária, e começou a série de histórias de aventura para jovens com a qual seu nome é popularmente associado.
The Young Fur-Traders (1856), The Coral Island (1857), The World of Ice (1859), Ungava: a Tale of Eskimo Land (1857), The Dog Crusoe (1860), The Lighthouse (1865), Fighting the Whales (1866), Deep Down (1868), The Pirate City (1874), Erling the Bold (1869), The Settler and the Savage (1877), e mais de 100 outros livros seguidos em sucessão regular, sendo sua regra em cada caso a escrever o mais longe possível do conhecimento pessoal das cenas que ele descreveu.
The Coral Island é a mais popular das obras de Ballantyne ainda lida e lembrada hoje, mas por causa de um erro que cometeu nesse livro, no qual deu uma espessura incorreta da casca de coco, tentou posteriormente adquirir conhecimento em primeira mão do assunto. Por exemplo, passou algum tempo vivendo com os faroleiros em Bell Rock, Angus, antes de escrever The Lighthouse, e ao pesquisar para Deep Down, passou algum tempo com os mineiros de estanho da Cornualha.
Em 1866, Ballantyne casou-se com Jane Grant (c. 1845 – c. 1924), com quem teve três filhos e três filhas.

## Últimos anos
Ballantyne passou seus últimos anos em Harrow, Londres, antes de se mudar para a Itália por causa de sua saúde, possivelmente sofrendo de doença de Ménière não diagnosticada. Morreu em Roma em 8 de fevereiro de 1894.

## Obras
- The Hudson's Bay Company (1848)
- The Young Fur Traders (1856)
- Mister Fox. A Children's Nursery Rhyme (1856)
- Ungava (1857[7])
- The Coral Island (1858)
- Martin Rattler (1858)
- Handbook to the new Goldfields (1858)
- The Dog Crusoe and his Master (1860)
- The World of Ice (1860)
- The Gorilla Hunters (1861)
- The Golden Dream (1861)
- The Red Eric (1861)
- Away in the Wilderness (1863)
- Fighting the Whales (1863)
- The Wild Man of the West (1863)
- Man on the Ocean (1863)
- Fast in the Ice (1863)
- Gascoyne (1864)
- The Lifeboat (1864)
- Chasing the Sun (1864)
- Freaks on the Fells (1864)
- The Lighthouse (1865)
- Fighting The Flames (1867)
- Silver Lake (1867)
- Deep Down (1868)
- Shifting Winds (1868)
- Hunting the Lions (1869)
- Over the Rocky Mountains (1869)
- Saved by the Lifeboat (1869)
- Erling the Bold (1869)
- The Battle and the Breeze (1869)
- Up in the Clouds (1869)
- The Cannibal Islands (1869)
- Lost in the Forest (1869)
- Digging for Gold (1869)
- Sunk at Sea (1869)
- The Floating Light of the Goodwin Sands (1870)
- The Iron Horse (1879)
- The Norsemen in the West (1872)
- The Pioneers (1872)
- Black Ivory (1873)
- Life in the Red Brigade (1873)
- Fort Desolation (1873)
- The Ocean and its Wonders (1874)
- The Pirate City (1874)
- The Butterfly's Ball and the Grasshopper's Feast (1874)
- The Story of the Rock (1875)
- Rivers of Ice (1875)
- Under the Waves (1876)
- The Settler and the Savage (1877)
- In the Track of the Troops (1878)
- Jarwin and Cuffy (1878)
- Philosopher Jack (1879)
- Six Months at the Cape (1879)
- Post Haste (1880)
- The Lonely Island (1880)
- The Red Man's Revenge (1880)
- My Doggie and I (1881)
- The Life of a Ship (1882)
- The Kitten Pilgrims (1882)
- The Giant of the North (1882)
- The Madman and the Pirate (1883)
- Battles with the Sea (1883)
- The Battery and the Boiler (1883)
- The Thorogood Family (1883)
- The Young Trawler (1884)
- Dusty Diamonds, Cut and Polished (1884)
- Twice Bought (1885)
- The Island Queen (1885)
- The Rover of the Andes (1885)
- The Prairie Chief (1886)
- The Lively Poll (1886)
- Red Rooney (1886)
- The Big Otter (1887)
- The Fugitives or the Tyrant Queen of Madagascar (1887)
- Blue Lights (1888)
- The Middy and the Moors (1888)
- The Eagle Cliff (1889)
- The Crew of the Water Wagtail (1889)
- Blown to Bits (1889)
- The Garret and the Garden (1890)
- Jeff Benson (1890)
- Charlie to the Rescue (1890)
- The Coxswain's Bride (1891)
- The Buffalo Runners (1891)
- The Hot Swamp (1892)
- Hunted and Harried (1892)
- The Walrus Hunters (1893)
- An Author's Adventures (1893)
- Wrecked but not Ruined (1895)